# Vaccinium duclouxii
Vaccinium duclouxii är en ljungväxtart som först beskrevs av H. Lév., och fick sitt nu gällande namn av Hand.-mazz. Vaccinium duclouxii ingår i Blåbärssläktet, och familjen ljungväxter.

## Underarter
Arten delas in i följande underarter:
- V. d. hirtellum
- V. d. hirticaule
- V. d. pubipes